# Rubus pentagonus
Rubus pentagonus là loài thực vật có hoa trong họ Hoa hồng. Loài này được Wall. ex Focke miêu tả khoa học đầu tiên năm 1911.